# Tetraidrometanopterina S-metiltransferasi
La tetraidrometanopterina S-metiltransferasi è un enzima appartenente alla classe delle transferasi, che catalizza la seguente reazione:
5-metil-5,6,7,8-tetraidrometanopterina + 2-mercaptoetanosulfonato ⇄ 5,6,7,8-tetraidrometanopterina + 2-(metiltio)etanosulfonato
L'enzima è coinvolto nella formazione del metano dal CO in Methanobacterium thermoautotrophicum. La metanopterina è un analogo della pterina. La reazione comprende il trasferimento di uno o due ioni sodio negli Archaea.